# 比里尼宮

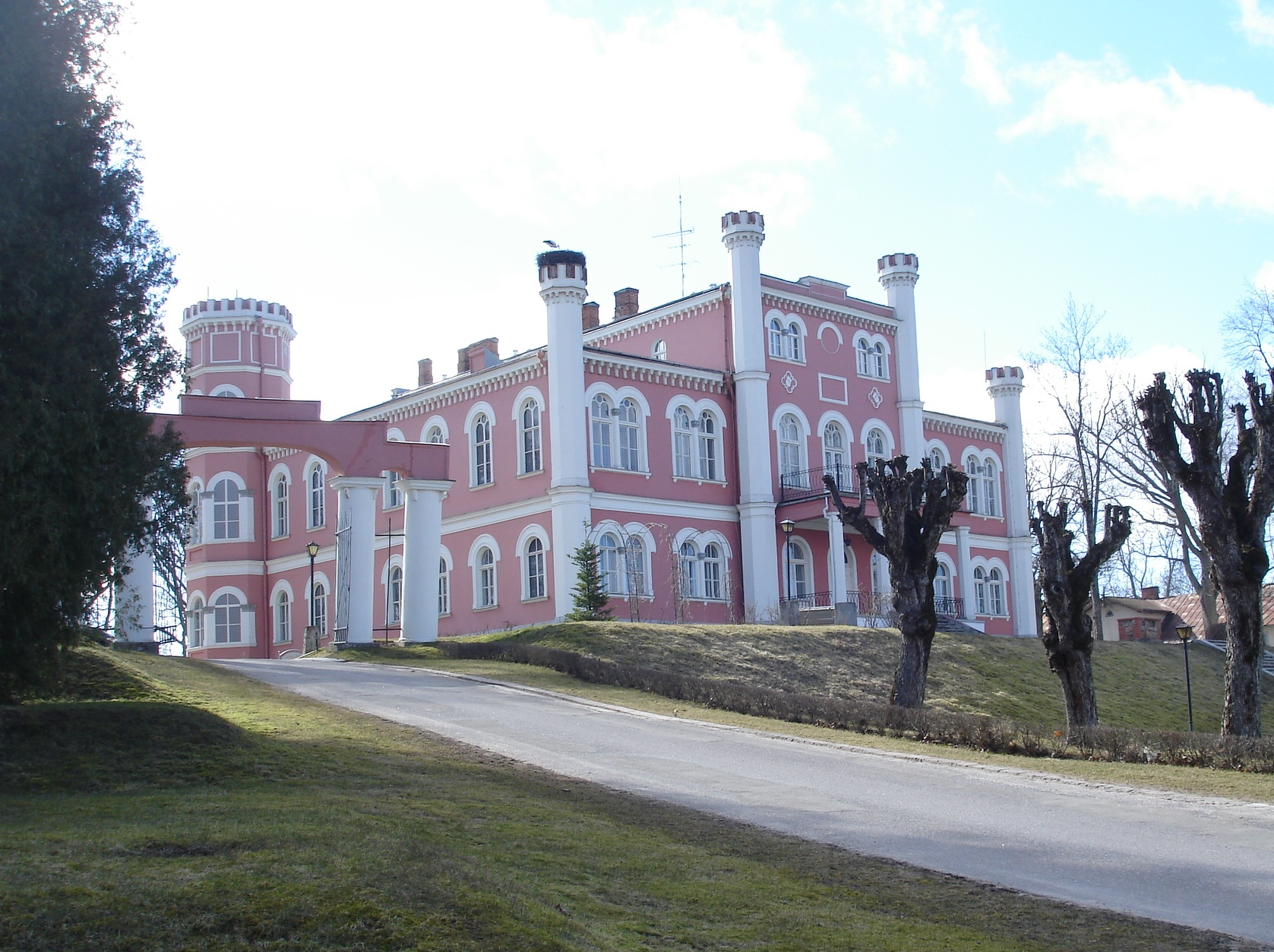
比里尼宮

比里尼宮是拉脫維亞的一座宮殿建築，位於拉脫維亞北部。這座宮殿建築被公園、湖泊環繞。比里尼宮修建於1857年至1860年之間。宮殿的內部外觀是新文藝復興式風格。現在比里尼宮屬於私人財產，建築和附近景觀得到重建。

## 外部連結
- Description and history of the Bīriņi Palace （页面存档备份，存于） on Ambermarks website
- Bīriņi Palace （页面存档备份，存于） Official homepage
- 维基共享资源上的相關多媒體資源：比里尼宮